# Green Key
Green Key (voorheen de Milieubarometer) is een internationaal keurmerk voor bedrijven in de toerisme- en recreatiebranche. Wereldwijd zijn ruim 2500 bedrijven in 54 landen aangesloten bij het Green Key keurmerk.
Bedrijven met een Green Key keurmerk zouden moeten voldoen aan enkele verplichte en optionele maatregelen met betrekking tot milieuzorg en Maatschappelijk Verantwoord Ondernemen (MVO). Green Key Nederland kent drie niveaus: Brons, Zilver en Goud. Hoe meer optionele maatregelen een bedrijf neemt, hoe hoger de classificatie zou worden.
Green Key is een programma van de Foundation for Environmental Education (FEE). Deze organisatie (die wereldwijd actief is) heeft als doelstelling de waardering en kennis van natuur en milieu zo breed mogelijk te bevorderen. Green Key is hierin het programma voor de toeristische sector en accommodaties.